# Ayamanes
Los ayamanes (o ayomanes) eran una etnia americana que vivía en el suroeste y noreste del territorio de la Región Centroccidental de Venezuela para cuando llegaron los europeos durante la Conquista de Venezuela.

## Territorio
Su territorio correspondía principalmente a lo que hoy es Carora (Carohana) en la Región Caroreña, siendo esta etnia la principal fundadora de la Región de Carohana (Región Caroreña), que más tarde en 1969, sería oficialmente bautizada como Catón y Departamento de Carora, y su capital homónima, Carora, por el Virreinato de Nueva España. Los ayamanes también contaban con grandes aldeas al sur de Falcón, por la extensión del Río Tocuyo, y Municipio Urdaneta y pequeñas aldeas en el resto del estado Lara. También colindaban con zonas habitadas por los jirajaras, caquetíos y achaguas dentro de la Región Caroreña.

## Historia
El primer contacto de los europeos con los Ayamanes fue durante la Colonia Welser de Klein-Venedig y se dio el 9 de septiembre de 1530, cuando Nicolás Federmann comenzó a recorrer territorio Ayamán a orillas del Río Tocuyo, buscando la tan nombrada Región de Carohana (Carora), siendo atacado múltiples veces por jirajaras y algunos ayamanes. 
Cuando por fin lograron llegar a Carohana un 7 de octubre de 1530, con un gran grupo de pigmeos y dos líderes al frente, los habitantes de Carohana pensaban que estos los iban a atacar. Un cacique le pidió a Federmann que los protegiese. Los pigmeos que venían eran de la tribu de la que Federmann tenía diez rehenes. Mediante un intérprete indígena pidieron disculpas por haber presentado resistencia. El cacique le ofreció a Federmann presentes de oro y una pigmea. 
Federmann la llevaría luego hasta Coro, pero decidió no sacarla del país porque sabía que los indígenas que eran trasladados a zonas frías, morían. Los ayamanes durante una gran epidemia de viruela en la región, al quedar muy pocos, tuvieron que procrearse en conjunto con los jirajaras, y por eso a pesar de que los antiguos ayamanes eran de baja estatura, los nuevos ayamanes mestizos, eran más altos.
Carora se convirtió en la primera región del interior de Venezuela visitada por colonos europeos. Los alemanes, al avanzar por territorio ayamán, enviaban emisarios indígenas para anunciar su llegada pacífica. A cambio, recibían pocos obsequios por parte de los habitantes, entre ellos algunas cuentas hechas con conchas marinas, consideradas valiosas debido al escaso contacto que estas comunidades tenían con el mar. 
Cuando el obispo Mariano Martí visitó en 1776 el pueblo de Siquisique en la Región Caroreña, encontró aun una aldea con indios ayamanes, la aldea de San Miguel de los Ayamanes. El científico venezolano Alfredo Jahn visitó San Miguel en 1910 y pudo comprobar que los pocos habitantes del pueblo ya no hablaban el idioma y se enteró de sus habitantes que muchos se habían dispersado y dejado de hablar su idioma hacia 1880.